# Taiji (zenész)
Szavada Taidzsi (沢田 泰司; Hepburn: Taiji Sawada; 1966. július 12. – 2011. július 17.), ismert művésznevén Taiji japán basszusgitáros, dalszerző. Az X Japan együttes tagjaként lett ismert, akikkel 1992-ig játszott együtt. Miután távozni kényszerült az együttesből, számos zenekarban játszott. 2011-ben egy repülőgépen történt incidenst követően letartóztatták és a hivatalos jelentés szerint a fogdában öngyilkos lett.

## Élete és pályafutása

### Első együttesei és az X
Taiji otthagyta a középiskolát és 1982-ben létrehozta első együttesét Trash néven, ahol először gitározott. 1984-ben váltott basszusgitárra és Ray néven a Dementia nevű metalegyütteshez csatlakozott. Nem sokáig maradt itt sem, egy rövid ideig a Prowlerben zenélt, majd 1986-ban néhány fellépés erejéig az X basszusgitárosa volt, de hamar megváltak egymástól és Taiji a Dead Wire-höz igazolt át. 1986 novemberében mégis visszatért az X-hez és onnantól kezdve 1992-ig állandó tag volt.
1987. december 26-án az együttes részt vett a CBS/Sony meghallgatásán, amit követően leszerződtették őket. 1989-ben jelent meg első nagykiadós albumuk, a Blue Blood, mely hatodik helyezést ért el az Oricon listáján és 108 hétig szerepelt rajta. 1990-ben az együttes elnyerte a Japan Gold Disc Award legjobb új előadónak járó díjat. 1991-ben jelent meg Jealousy című albumuk, melyből egymillió példány fogyott, majd pályafutásuk során először felléptek a Tokyo Dome-ban.
1992 január végén az X bejelentette, hogy Taiji elhagyja az együttest. Önéletrajzi könyvében a zenész azt állította, hogy azért kellett távoznia, mert nyíltan kifejezte elégedetlenségét, hogy az X vezetője,  Yoshiki jóval több pénzt keres, mint az együttes többi tagja. A We Are X című dokumentumfilmben Yoshiki nem volt hajlandó elárulni Taiji eltávolításának okát, csak annyit közölt, hogy „olyat tett, amit nem lett volna szabad.” Egy Reddit-beszélgetésben a rajongókkal annyit árult el, hogy Taiji „megszegte az együttesben felállított szabályokat. Mai napig sem tudom, helyes volt-e a döntésem, de nem volt választásom.”

### 1992–2006: Loudness, D.T.R, Cloud Nine
1992 áprilisában felkérték, hogy csatlakozzon a Loudnesshez. 1993 novemberéig volt az együttes tagja, ezt követően saját együttest hozott létre  D.T.R néven. Az együttes több tagcserén ment keresztül, végül 1996-ban megszűnt, amikor Taiji magánéleti problémákkal kezdett küszködni. Elvált feleségétől, akit még 1989-ben vett el, és ezt követően hajléktalanná vált. Yoshiki visszaemlékezése szerint Taiji az X Japan gitárosának, hidének a temetésére is kölcsönkapott öltönyben jelent meg 1998-ban, több foga hiányzott.
Hide halála mélyen érintette, kijózanítóan hatott rá és segített neki talpra állni, folytatni a zenélést. 1999-ben létrehozta a Cloud Nine együttest, 2001-ben azonban kilépett, az együttes pedig nélküle folytatta. Ezt követően 2003-ban húgával, Maszajóval alakított zenekart Otokaze (音風) néven, egy lemezt adtak ki 2004-ben. 2006-ban a D.T.R újra összeállt.

### 2006–09: Taiji with Heaven’s, The Killing Red Addiction
2006 áprilisában a zenész újabb együttest alapított Taiji with Heaven’s néven, de csak 2009-ben kezdtek el hivatalosan zenélni, első lemezük 2010. január 13-án jelent meg.
2007-ben Taiji visszatért a Cloud Nine-ba. 2009-ben bejelentette, hogy a The Killing Red Addiction nevű supergroup tagja lett, ahol társai a Gastunk gitárosa, Tacu, az Anti Feminism és The Dead Pop Stars dobosa, Kenzi és a Color énekese, Dynamite Tommy voltak a társai. Első fellépésük a Los Angeles-i Whisky a Go Go klubban volt.
2008 decemberében menedzsmentje a zenész blogján közölte a hírt, hogy Taiji epilepsziás rohamokat és egy szélütést követően ideiglenesen sem írni, sem beszélni nem tud. Azt is bejelentették, hogy Taiji nekrózistól szenvedett egy csípőprotézis-műtétet (szárkomponens cseréje) követően, majd újra kórházba került, miután elesett és megsérült a mellkasa és a nyaka.

### 2010–11: TSP, újra az X Japannel
2010-ben a TSP-ben (Taiji & Shu Project) a gitáros Shuval (Cloud Nine, Crazy Quarter Mile), az énekes Dai-jal és a dobos Hinával (Crazy Quarter Mile) játszott együtt. A Taiji with Heaven's-szel fellépett Koreában, és több koncertet is terveztek 2011 elejére, ezek azonban a földrengés és cunami miatt meghiusúltak.
2010. augusztus 14-én és 15-én Taiji két koncert erejéig ismét az X Japannel zenélt a jokohamai Nissan Stadionban, Japán legnagyobb stadionjában. A két koncerten összesen több mint 140 000 rajongó vett részt. Taiji az X Japan basszusgitárosával, Heath-szel közösen játszott.

### Halála
2011. július 11-én Taijit letartóztatták a Delta Air Lines Japánból Saipanra tartó 298-as járatának fedélzetén történt incidens miatt. A riportok szerint a zenész erőszakos nézeteltérésbe keveredett egy utassal, majd bántalmazott egy légiutaskísérőt, aki megpróbálta nyugtatni. A leszállást követően elvitték a helyi rendőrségre, majd vádat emeltek ellene. Július 14-én egy saipani kórház intenzív osztályára szállították, miután feltehetően megpróbálta felakasztani magát a cellában a lepedővel. Gépekkel tartották életben, majd a családja döntésére július 17-én lekapcsolták a lélegeztetőgépről.

## Diszkográfia

### Szólóban
- Jungle (dal, 2000)
- Rain (dal, 2000)

### Együttesben
Trash
- Toramaturi Ondo (kislemez, 1982)

Dementia
- Dementia Live! (album, 1985)

X
Loudness
- Black Widow (kislemez, 1992), Oricon-helyezés: #30[33]
- Loudness (album, 1992) #2[34]
- Slaughter House (kislemez, 1992) #40[33]
- Once and for All (album, 1993) #48[34]

D.T.R
- Dirty Trashroad – (album, 1994) #13[35]
- Dirty Trashroad: Acoustic (album, 1994) #18[35]
- Chain Sablon:Nihongo2/I Believe... (kislemez, 1995)
- Daring Tribal Roar (album, 1995) #35[36]
- Drive To Revolution (album, 1996)
- Wisdom/Lucifer (kislemez, 2007)

Kings
- Misty Eyes (kislemez, 1995)
- Kings (album, 1995) #36[37]

Cloud Nine
- Bastard (kislemez, 2000)
- "1st Demonstration" (kislemez, 2001)
- Hard 'N' Heavy Religion 2 (válogatáslemez, 2008, Hell's Rage c. dal)
- Hard 'N' Heavy 2010 (válogatáslemez, 2010, Bastard c. dal)

Otokaze
- Otokaze (album, 2004)

The Killing Red Addiction
- Devil (kislemez, 2010)

Taiji with Heaven's
- Taiji with Heaven's (album, 2010)
- Hard 'N' Heavy 2010 (válogatáslemez, 2010, Keep the Faith c. dal)
- Hard 'N' Heavy Religion 2012 (válogatáslemez, 2012, Killer c. dal)
- The Virgin (album, 2015)

TSP
- Hard 'N' Heavy Religion 2011 (válogatáslemez, 2011, Rest in Peace c. dal)
- Hard 'N' Heavy Religion 2012 (válogatáslemez, 2012, Freeze c. dal)
- Mad Cluster (album, 2012)
- The Last Resistance of the Firebird (album, 2012)

## Fordítás
- Ez a szócikk részben vagy egészben  a   Taiji (musician) című angol Wikipédia-szócikk fordításán alapul.  Az eredeti cikk szerkesztőit annak laptörténete sorolja fel. Ez a jelzés csupán a megfogalmazás eredetét és a szerzői jogokat jelzi, nem szolgál a cikkben szereplő információk forrásmegjelöléseként.